# كأس الكؤوس الإفريقية 1981
كأس الكؤوس الأفريقية 1981 هو الموسم 7 من كأس الكؤوس الأفريقية. أشرف على تنظيمه الاتحاد الأفريقي لكرة القدم، وكان عدد الأندية المشاركة فيه 32، وفاز فيه يونيون دوالا.